# 万豪敦
万豪敦 (荷蘭語：François Adrianus "Frans" van Houten, 1960年4月26日—)是一位荷兰企业家，现任飞利浦首席执行官，中文名叫万豪敦。

## 生平
1960年出生于荷兰北布拉班特省瓦尔勒，毕业于鹿特丹伊拉斯姆斯大学，1986年进入飞利浦，2002年升任消费电子事业部副总裁，2004年11月成为飞利浦半导体首席执行官，2006年10月1日的飞利浦半导体从飞利浦拆分，并更名为恩智浦半导体。2008年10月31日离任恩智浦半导体首席执行官，2010年7月8日担任飞利浦首席执行官。2017年担任世界经济论坛副主席。2017年2月担任诺华董事会成员。2021年將飞利浦的家電部門賣給中國公司高瓴資本集團。